# Karel Goliath
Karel Gorovský, vlastním jménem Karel Goliath (10. září 1901, Jičín – 5. ledna 1985, Ostrava) byl český advokát, publicista, člen ČSSD a politický vězeň.

## Život
Narodil se do respektované jičínské židovské rodiny, jeho otec byl v meziválečném období místostarostou města a radním. Roku 1916 vstoupil do Československé sociální demokracie a spolu s rodiči se podílel na zakládání KSČ. V dubnu 1921 ho Bohumír Šmeral pověřil, aby se zúčastnil ilegální schůzky v Drážďanech, kde se připravovalo založení KSČ. V roce 1922 vydal poněkud utopickou brožurku Volná láska a komunismus, kde hájil marxistické pojetí volné lásky jako přísné monogamie, která zavazuje muže stejně jako ženy. Roku 1920 maturoval na gymnáziu a roku 1925 úspěšně dokončil studium práv na Právnické fakultě Univerzity Karlovy. V Berlíně studoval prehistorii, etnologii a filosofii a po návratu působil jako právní koncipient, od roku 1930 jako advokát v Ostravě, v Jičíně a v Roudnici n. L.
V letech 1921–1924 podporoval v tisku Šmeralovo nesektářské pojetí socialismu, od roku 1924 protestoval proti bolševickému vedení strany a roku 1927 po zralé úvaze z KSČ vystoupil, protože si uvědomil, co znamená tehdy začínající bolševizace strany. Byl tak jedním z prvních v ČSR, který ji pochopil jako prosazování despotického komunismu. Vytváření militantního antidemokratického režimu uvnitř strany pochopil jako nebezpečí nejen pro stranu, ale i pro celou společnost.
Přesto po Mnichovu ukryl v bytě archivy strany a odborů z obsazených Sudet a v březnu 1939 těsně unikl zatčení Gestapem. Uprchl do Polska, vstoupil do Svobodovy armády a s ní odešel do SSSR, kde byl zatčen a 17 let vězněn v sovětských koncentračních táborech Gulag. Ve svých vzpomínkách Zápisky ze stalinských koncentráků tvrdil, že jeho spoluvězeň, bývalý diplomat Michail Šaprov opakovaně uvedl, že Zdeněk Fierlinger pracoval od třicátých let jako naverbovaný agent pro sovětské bezpečnostní orgány.
Jeho otec, matka a bratr byli doma zatčeni a zahynuli v nacistických táborech, jeho sestra jako jediná z rodiny přežila věznění ve Svatobořicích a Terezíně.
Teprve roku 1955 byl Karel Goliath v SSSR rehabilitován a mohl se vrátit do ČSR, kde ho ovšem nikdo nečekal, takže strávil další dva roky v československých vězeních. Protože neúnavně protestoval a domáhal se svých práv, byl nezákonně umístěn do psychiatrické léčebny v Opavě a v letech 1966–1967 měl ještě další trestněprávní řízení. Až do smrti se zabýval moderní historií a psal vzpomínkové i historické práce, z nichž některé mohly v 60. letech vyjít tiskem. Roku 1977 napsal otevřený dopis Alexandru Solženicynovi, v němž vysoce ocenil jeho činnost při obraně lidských práv, zároveň se ale distancoval od jeho ruského nacionalismu. Od roku 1961 až do smrti jej Státní bezpečnost evidovala jako nepřátelskou osobu.

## Dílo
- Seznam děl v Souborném katalogu ČR, jejichž autorem nebo tématem je Karel Goliath

### Knihy
- Volná láska a komunismus, 1922;
- Katastrofa leninismu v Evropě. Marxistická analýza, 1927;
- Dnešní stav KSČ. Diktatura aparátníků nebo demokracie dělníků? 1927, německy 1928;
- Proč nejsem bolševikem? Zpověď evropského komunisty, 1928;
- Zápisky ze stalinských koncentráků, Köln: Index 1986.
- Zápisky ze stalinských koncentráků: výběr ze vzpomínek a studií. Brno: Kartuziánské nakladatelství 2018

### Články
- B. Šmeral, Revue dějin socialismu, 1969, 1970;
- Komunism a individualism, Rudé právo 1. 2. 1921;
- Z otevřeného dopisu Alexandru Solženicynovi, Právo lidu 1. 2. 1992.